# 1996年丽江地震
1996年丽江地震是指1996年2月3日发生于中华人民共和国云南省丽江地区丽江纳西族自治县（今丽江市玉龙纳西族自治县）的一次强烈地震。本次地震的震中位于北纬27.291度、东经100.276度，地震规模为Ms 7.0级、Mw 6.6级，震源深度约11.1千米，最大烈度为10度（X）。受本次地震影响，共有309人遇难，4070人重伤，12987人轻伤，共造成7.86亿（一说30.5亿）元人民币的直接损失。本次地震是云南滇西北地区自1976年宁蒗地震以来20年间最强烈的一次地震。

## 构造背景
1996年丽江地震震区位于中国西南地区现代构造应力场空间分布的复杂地区，区域应力场主压应力优势方位为南南东。是次地震震区位于可能受到多种构造动力源作用的特定构造运动环境中。地质资料表明，震区处于北西、北东和北北西——北北东向三条较大规模构造断裂所围限的三角形断块内。推测主震发生在北西向边界断裂与断块内近南北向断裂的交汇部位，并且自交点分别向此两断裂两侧破裂，形成震源的两次破裂过程。震后，考察认为近南北向展布的玉龙雪山东缘断裂为本次地震的发震断裂。该断裂表现为倾向东，倾角较陡的正断层性质。

## 机构反应
中国地震台网测定，1996年2月3日19时14分18.1秒，中华人民共和国云南省丽江市发生Ms 7.0级地震，震中位于丽江县（现玉龙纳西族自治县）金沙江边大具乡，即北纬27度18分，东经100度13分，震源深度约10千米。美国地质勘探局测定，本次地震发生于1996年2月3日19时14时20分，其震中位于中国四川省和云南省边界（北纬27.291度，东经100.276度），地震规模为Mw 6.6级、Mb 6.4级、Ms 6.5级和能量震级 6.6级。在地震发生20多年之后，2017年4月12日，美国地质勘探局宣布本次地震的最大烈度为10度（X），即“大多数建筑物连同地基毁坏”的程度。

## 余震活动
截止至1996年2月29日，本次地震共引发1872次Ms 2.0级以上余震。其中，1996年2月5日凌晨发生了该序列中最大的余震，其地震规模为Ms 6.0级。后又于2月6日、7日连续发生了Ms 5.7级、5.4级和5.1级三次强余震，此后余震随时间逐渐衰减。

## 震害影响
本次地震共造成309人遇难、4070人重伤和12987人轻伤。其中，大研古镇居民在这次地震中的平均死亡率为万分之12.5，一般为房屋倒塌或墙体倒塌所致。本次地震的震害分布表现出极其不均匀的特征。不仅在极震区范围内，在其外围各烈度区内这种不均匀性特征亦十分突出。本次地震受灾范围波及丽江、迪庆、大理、怒江四个地（州）的九个县，受灾面积达到18720平方千米。在一个12000平方千米的区域内，本次地震还引发了超过200次山体滑坡事故。丽江行署与丽江县政府所在地的丽江县城位于本次地震的极震区内，遭受了严重破坏。因房屋倒塌、严重破坏造成无家可归者达185321人。本次地震造成直接损失约7.86亿元人民币（一说30.5亿元人民币）。据不完整统计，本次地震共造成49192头牲畜死亡。

## 后续重建
时任云南省省长和志强于震后陪同时任副总理吴邦国赶赴丽江灾区，就抗震救灾工作作出指示，对恢复生产，重建家园作出行之有效的部署。地震当天，财政部和民政部协凋拨出特大灾害救济款1000万元，国家计委拨出应急救灾款1000万元。地震发生3天后，即2月6日，云南省政府举行了云南省政府抗震救灾新闻发布会。
震后，上海市人民政府首先向灾区捐款200万元、捐赠100万元救灾物资，随后，广东省、山东省和贵州省等省市也送来捐款和物资。何英杰向灾区捐赠7500万港元，企业家李嘉诚捐款1000万元，香港的企业、社会团体和新闻单位共捐赠1300万元，香港地区累计捐赠了近亿元。无国界医生组织向灾区捐赠100万美元的救灾物资，德国、丹麦、挪威、罗马尼亚、韩国、日本、美国和以色列等国家和一些国际组织也都捐款捐物支援丽江灾区。在马来西亚，马中友好协会宣布为地震灾民提供10万令吉的现金援助。云南省政府和世界银行的重建援助款被用来修复传统的街道、桥梁和运河。重建工作在丽江被评选进入教科文组织世界遗产名录方面发挥了重要作用。
为纪念本次地震，丽江市区北约二公里的丽鸣公路（丽江市区至鸣音镇）旁矗立起一座纪念碑，即“丽江‘2·3’大地震灾区纪念碑”。碑体周长19.97米，高7.1米，碑墙长19.96米，高2.3米。纪念碑碑文如下：
公元1996年2月3日，云南省丽江及其邻近地区发生了里氏7.0级强烈地震，以丽江为中心的丽江地区丽江市、永胜县、宁蒗县、华坪县，大理白族自治州鹤庆县、剑川县、洱源县，迪庆藏族自治州香格里拉县，怒江僳僳族自治州兰坪县等四地州九县遭受了巨大财产损和惨重的人员伤亡，百万人受灾，32万人无家可归，大量公建筑物，重要基础设施和大批民居，民房毁于一旦。
 — 丽江“2·3”大地震灾区纪念碑碑文